# Top500

Вычислительная мощность (в гигафлопсах) 500 наиболее мощных компьютерных систем в мире с 1993 года

Top500 — проект по составлению рейтинга и описаний 500 самых мощных общественно известных суперкомпьютеров мира. 
Проект был запущен в 1993 году и публикует актуальный перечень суперкомпьютеров дважды в год (в июне и ноябре). Этот проект направлен на обеспечение надёжной основы для выявления и отслеживания тенденций в области высокопроизводительных вычислений. Основой для рейтинга являются результаты исполнения испытания LINPACK (HPL), решающего большие плотные СЛАУ. 

С ноября 2024 года лидером рейтинга является американский суперкомпьютер El Capitan.
Отраслевые издания сообщают, что суперкомпьютеры коммерческого, военного и секретного предназначений могут отсутствовать в рейтинге Top500, так как участие в рейтинге Top500 является добровольным.

## Статистика
По данным на июнь 2025 года по числу систем в рейтинге страны распределяются так: США — 175 суперкомпьютеров, Китай — 47, Германия — 41, Япония — 39,  Франция — 25, Италия — 17, Южная Корея — 15, Канада — 13, Великобритания — 13, Бразилия — 9, Норвегия — 9, Швеция — 9, Тайвань — 8, Нидерланды — 7, Польша — 7, Саудовская Аравия — 6, Индия — 6, Россия — 6.
С ноября 2015 года в рейтинге больше нет ни одного суперкомпьютера под управлением операционной системы Windows. Также среди мощнейших суперкомпьютеров нет ни одной машины под управлением Mac OS. Большинство ЭВМ, до середины 2000-х годов было под управлением UNIX, а сейчас под управлением операционной системы Linux.

Операционные системы суперкомпьютеров из рейтинга TOP500

Архитектура процессоров суперкомпьютеров из рейтинга TOP500

| Страна            | Количество суперкомпьютеров |
| ----------------- | --------------------------- |
| США               | 175                         |
| Китай             | 47                          |
| Германия          | 41                          |
| Япония            | 39                          |
| Франция           | 25                          |
| Италия            | 17                          |
| Южная Корея       | 15                          |
| Канада            | 13                          |
| Великобритания    | 13                          |
| Бразилия          | 9                           |
| Норвегия          | 9                           |
| Швеция            | 9                           |
| Тайвань           | 8                           |
| Нидерланды        | 7                           |
| Польша            | 7                           |
| Россия            | 6                           |
| Саудовская Аравия | 6                           |
| Индия             | 6                           |
| Сингапур          | 5                           |
| ОАЭ               | 3                           |
| Швейцария         | 4                           |
| Австралия         | 4                           |
| Чехия             | 3                           |
| Испания           | 3                           |
| Финляндия         | 3                           |
| Таиланд           | 2                           |
| Австрия           | 3                           |
| Ирландия          | 2                           |
| Словения          | 2                           |
| Болгария          | 2                           |
| Турция            | 2                           |
| Израиль           | 1                           |
| Люксембург        | 1                           |
| Аргентина         | 1                           |
| Бельгия           | 1                           |
| Венгрия           | 1                           |
| Исландия          | 1                           |
| Марокко           | 1                           |
| Дания             | 1                           |
| Португалия        | 1                           |
| Вьетнам           | 1                           |

## История проектов
В начале 1990-х годов возникла необходимость получения сравнительных характеристик и метрик суперкомпьютеров. После рейтингов 1986—1992 годов с метриками, основанными на количестве векторных процессоров, в университете Мангейма у Erich Strohmaier и Hans Werner Meuer возникла идея начать ежегодно сравнивать суперкомпьютеры при помощи единой методики.
В начале 1993 года Джек Донгарра принял участие в этом проекте со своим тестом Linpack. Первая версия списка была готова в мае 1993 года. Она частично была основана на данных, доступных в сети, включая данные источники:
- Статистика по суперкомпьютерам Мангейма[7];
- Список самых мощных мировых вычислительных узлов, обновляемый Гюнтером Арендтом[8];
- Информация от Дэвида Кехнера.

Информация из этих источников использовалась для создания первых двух списков Top500.
С июня 1993 года Top500 составляется два раза в год и основывается только на информации от организаций, в которых установлены компьютеры, и от производителей. Запрос информации рассылается за 8 недель до выхода новой версии списка.
В 2013 году Джек Донгарра предложил новый тест для ранжирования суперкомпьютеров, High Performance Conjugate Gradient (HPCG). В июне 2014 был опубликован первый рейтинг на базе HPCG, первое место в котором занял Тяньхэ-2 с результатом в 0,58 HPCG PFLOPS (при 55 теоретических пиковых PFLOPS) Другой альтернативный тест — HPGMG.

## Рейтинги
| Позиция | Rmax Rpeak (PFLOPS) | Название        | Модель             | Процессор           | Сеть                     | Производитель | Размещение страна, год                                                                 | Мощность, МВт | Операционная система                        |
| ------- | ------------------- | --------------- | ------------------ | ------------------- | ------------------------ | ------------- | -------------------------------------------------------------------------------------- | ------------- | ------------------------------------------- |
| 1       | 1742,00 2746,38     | El Capitan      | HPE Cray EX255a    | EPYC 24C            | Slingshot-11             | HPE           | Ливерморская национальная лаборатория · США, 2024                                      | 29,6          | Linux (TOSS)                                |
| 2       | 1353,00 2055,72     | Frontier        | HPE Cray EX235a    | EPYC 64C            | Slingshot-11             | HPE           | Ок-Риджская национальная лаборатория · США, 2022                                       | 24,6          | Linux (Cray Linux Environment)              |
| 3       | 1012,00 1980,01     | Aurora          | HPE Cray EX        | Xeon Max 9470       | Slingshot-11             | HPE           | Аргоннская национальная лаборатория · США, 2023                                        | 38,7          | Linux (SUSE Linux Enterprise Server 15 SP4) |
| 4       | 793.40 930.00       | JUPITER Booster | BullSequana XH3000 | GH Superchip 72C    | NVIDIA InfiniBand NDR200 | Atos          | EuroHPC JU · Европейский союз, Юлихский исследовательский центр · Юлих, Германия, 2025 | 13,1          | Linux (RHEL)                                |
| 5       | 561,20 846,84       | Eagle           | Microsoft NDv5     | Xeon Platinum 8480C | NVIDIA Infiniband NDR    | Microsoft     | Microsoft · США, 2023                                                                  | 9,3           | Linux (Ubuntu)                              |
| 6       | 477,90 606,97       | HPC6            | HPE Cray EX235a    | EPYC 64C            | Slingshot-11             | HPE           | Европейский союз, Eni, Феррера-Эрбоньоне, Италия, 2024                                 | 8,5           | Linux (RHEL 8.9)                            |
| 7       | 442.010 537.212     | Фугаку          | Фугаку             | Fujitsu A64FX       | Tofu interconnect D      | Fujitsu       | Институт физико-химических исследований · Япония, 2020                                 | 29,9          | Linux (RHEL)                                |
| 8       | 434,90 574,84       | Alps            | HPE Cray EX254n    | NVIDIA Grace 72C    | Slingshot-11             | HPE           | CSCS · Швейцария, 2024                                                                 | 7,1           | Linux (Cray Linux Environment)              |
| 9       | 379.70 531.51       | LUMI            | HPE Cray EX235a    | EPYC 64C            | Slingshot-11             | HPE           | EuroHPC JU · Европейский союз, CSC – IT Center for Science · Каяани, Финляндия, 2022   | 7,1           | Linux (Cray Linux Environment)              |
| 10      | 241.20 306.31       | Leonardo        | BullSequana XH2000 | Xeon Platinum       | NVIDIA HDR100 Infiniband | Atos          | EuroHPC JU · Европейский союз, CINECA · Казалеккьо-ди-Рено, Италия, 2022               | 7,5           | Linux (RHEL 8)                              |
| Позиция | Rmax Rpeak (PFLOPS) | Название        | Модель             | Процессор           | Сеть                     | Производитель | Размещение страна, год                                                                 | Мощность, МВт | Операционная система                        |

### Обозначения
- Позиция — место в рейтинге.
- Rmax — Наивысший результат, полученный при использовании системы тестов Linpack (реализация HPL). Это число используется для сравнения быстродействия компьютеров. Измеряется в PFLOPS.
- Rpeak — Теоретическая пиковая производительность системы. Измеряется в PFLOPS.
- Название — Некоторые суперкомпьютеры уникальны, по крайней мере там, где они стоят.
- Модель — Компьютерная платформа (торговая марка).
- Число процессорных ядер — Число ядер, задействованных во время прохождения теста Linpack. После этой цифры указано название процессоров. И, если соединения между процессорными узлами представляет интерес, это также указано.
- Производитель — Производитель платформы или оборудования.
- Размещение — Организация, использующая суперкомпьютер.
- Страна — Страна нахождения суперкомпьютера.
- Год — Год, в котором суперкомпьютер введён в строй. С тех пор он мог быть улучшен.

## Рейтинг за прошлые годы

### Системы № 1, начиная с 1993 года

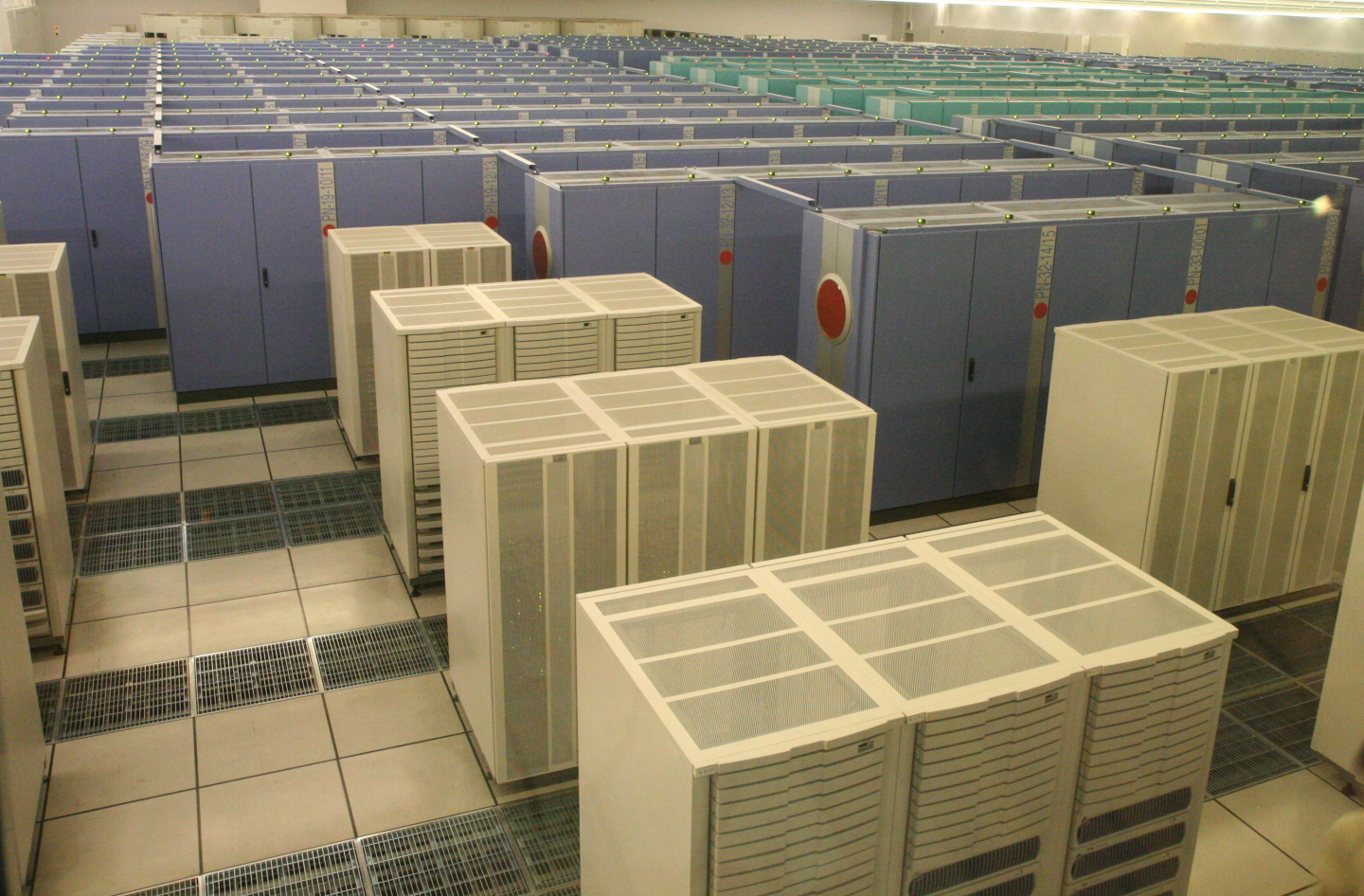
Стойки суперкомпьютера NEC Earth Simulator (2002)

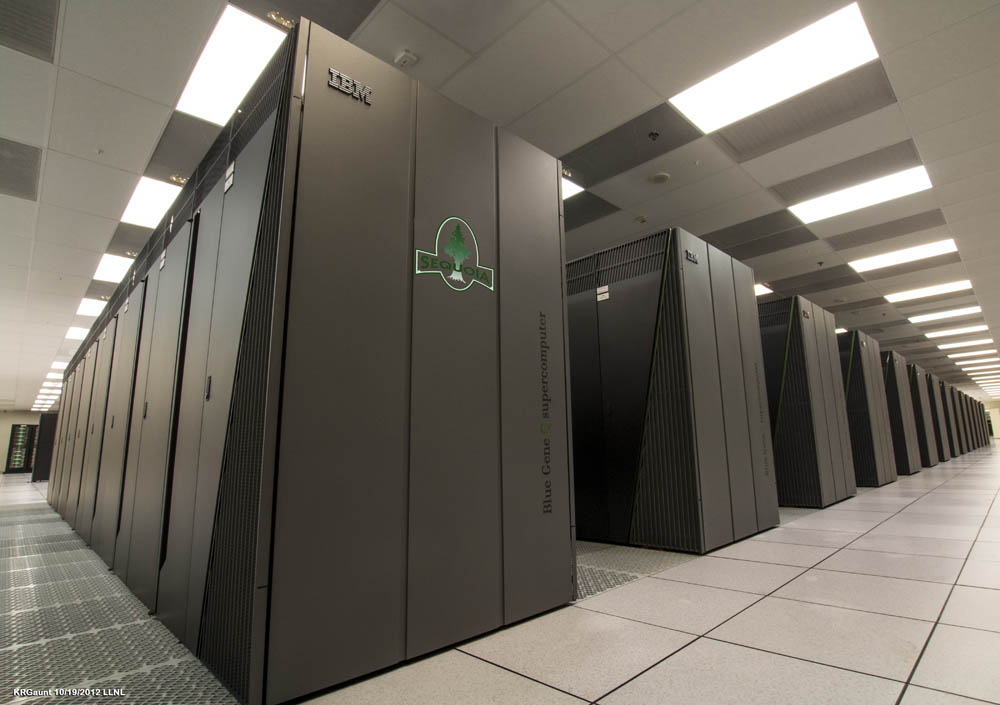
Стойки суперкомпьютера IBM Sequoia (2012)

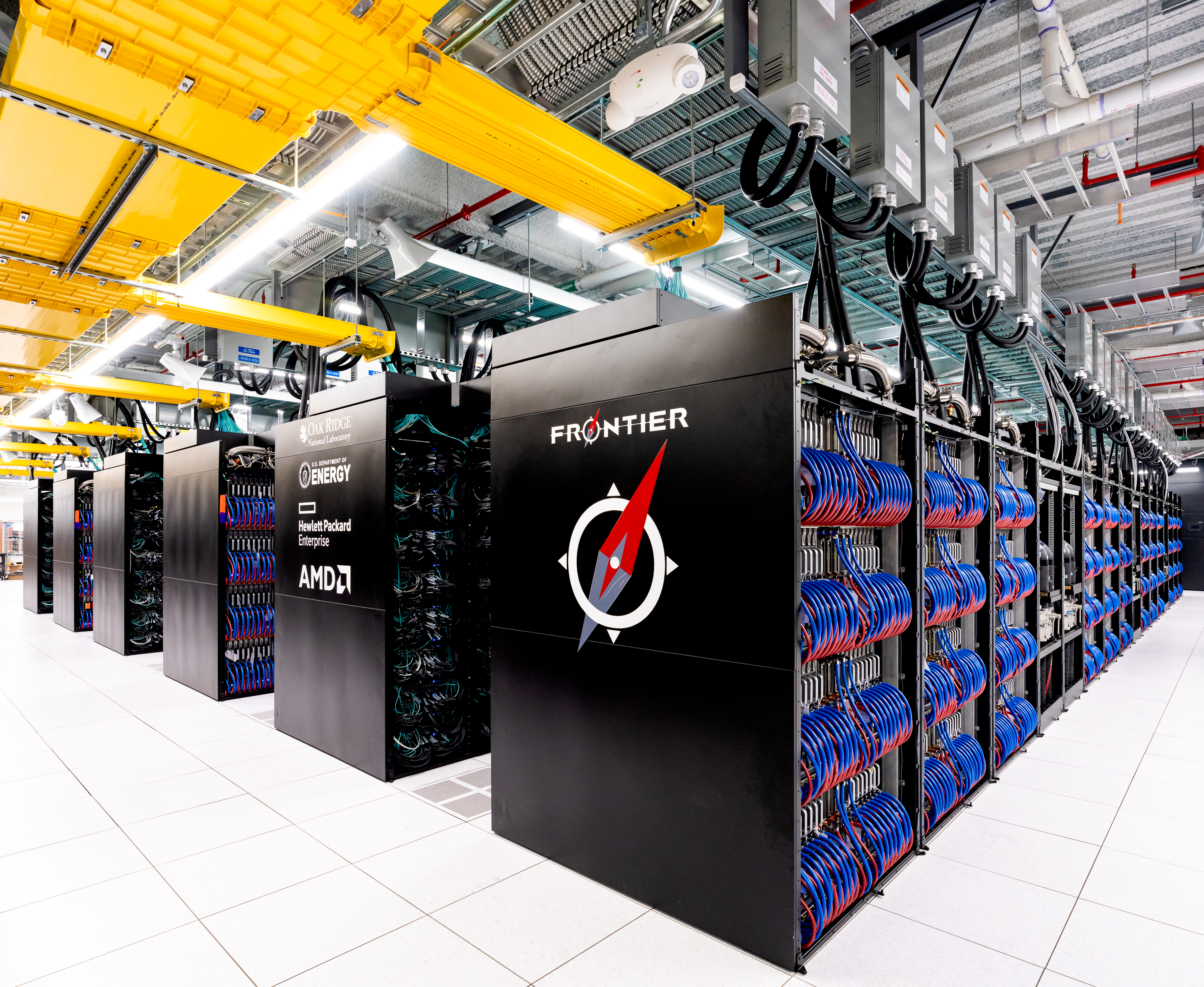
Стойки суперкомпьютера HPE Frontier (2022)

- Thinking Machines CM-5 (июнь 1993 — ноябрь 1993)
- Fujitsu Numerical Wind Tunnel (ноябрь 1993 — июнь 1994)
- Intel Paragon XP/S140 (июнь 1994 — ноябрь 1994)
- Fujitsu Numerical Wind Tunnel (ноябрь 1994 — июнь 1996)
- Hitachi SR2201 (июнь 1996 — ноябрь 1996)
- Hitachi CP-PACS (ноябрь 1996 — июнь 1997)
- Intel ASCI Red (июнь 1997 — ноябрь 2000)
- IBM ASCI White (ноябрь 2000 — июнь 2002)
- NEC Earth Simulator (июнь 2002 — ноябрь 2004)
- IBM Blue Gene/L (ноябрь 2004 — июнь 2008)
- IBM Roadrunner (июнь 2008 — ноябрь 2009)
- Cray Jaguar (ноябрь 2009 — ноябрь 2010)
- Тяньхэ-1А (ноябрь 2010 — июнь 2011) — суперкомпьютер национального университета оборонных технологий[16]
- Fujitsu K computer (июнь 2011 — июнь 2012)
- IBM Sequoia — Blue Gene/Q (июнь 2012 года — ноябрь 2012)
- Cray Titan (ноябрь 2012 — июнь 2013)
- Tianhe-2 («Млечный путь-2») (июнь 2013 года — ноябрь 2015) — суперкомпьютер национального университета оборонных технологий[17]
- Sunway TaihuLight (июнь 2016 — ноябрь 2017) — суперкомпьютер национального суперкомпьютерного центра[англ.][18]
- IBM Summit (июнь 2018 — июнь 2020) — суперкомпьютер Окриджской Национальной лаборатории
- Fujitsu Фугаку (июнь 2020 — июнь 2022) — суперкомпьютер Института физико-химических исследований
- HPE Frontier (июнь 2022 — ноябрь 2024) — суперкомпьютер Окриджской Национальной лаборатории
- HPE El Capitan (ноябрь 2024 — н. в.) — суперкомпьютер Ливерморской национальной лаборатории

### Лучший суперкомпьютер за июнь
| Год  | Rmax Rpeak (Gflops)         | Название                  | Место, страна, год                                          |
| ---- | --------------------------- | ------------------------- | ----------------------------------------------------------- |
| 1993 | 60 131                      | CM-5/1024                 | Лос-Аламосская национальная лаборатория · США, 1993         |
| 1994 | 143 184                     | XP/S140                   | Сандийские национальные лаборатории · США, 1993             |
| 1995 | 170 236                     | Numerical Wind Tunnel     | National Aerospace Laboratory of Japan · Япония, 1993       |
| 1996 | 220 307                     | SR2201/1024               | Токийский университет · Япония, 1996                        |
| 1997 | 1068 1453                   | ASCI Red                  | Сандийские национальные лаборатории · США, 1997             |
| 1998 | 1338 1830                   | ASCI Red                  | Сандийские национальные лаборатории · США, 1997             |
| 1999 | 2121 3154                   | ASCI Red                  | Сандийские национальные лаборатории · США, 1999             |
| 2000 | 2379 3207                   | ASCI Red                  | Сандийские национальные лаборатории · США, 1999             |
| 2001 | 7226 12 288                 | ASCI White                | Ливерморская национальная лаборатория · США, 2000           |
| 2002 | 35 860 40 960               | Earth Simulator           | The Earth Simulator Center · Япония, 2002                   |
| 2003 | 35 860 40 960               | Earth Simulator           | The Earth Simulator Center · Япония, 2002                   |
| 2004 | 35 860 40 960               | Earth Simulator           | The Earth Simulator Center · Япония, 2002                   |
| 2005 | 136 800 183 500             | Blue Gene/L               | DOE/NNSA/LLNL · США, 2005                                   |
| 2006 | 280 600 367 000             | Blue Gene/L               | DOE/NNSA/LLNL · США, 2005                                   |
| 2007 | 280 600 367 000             | Blue Gene/L               | DOE/NNSA/LLNL · США, 2005                                   |
| 2008 | 1 375 780 2 345 500         | Roadrunner                | DOE/NNSA/LANL · США, 2008                                   |
| 2009 | 1 456 700 2 483 470         | Roadrunner                | DOE/NNSA/LANL · США, 2008                                   |
| 2010 | 1 759 000 2 331 000         | Jaguar                    | Национальная лаборатория Оук-Ридж · США, 2009               |
| 2011 | 8 162 000 8 773 632         | K computer                | Институт физико-химических исследований · Япония, 2011      |
| 2012 | 16 324 750 20 132 660       | IBM Sequoia — Blue Gene/Q | Ливерморская национальная лаборатория · США, 2012           |
| 2013 | 33 860 000 54 902 400       | Tianhe-2                  | Оборонный научно-технический университет НОАК · Китай, 2013 |
| 2014 | 33 860 000 54 902 400       | Tianhe-2                  | Оборонный научно-технический университет НОАК · Китай, 2013 |
| 2015 | 33 860 000 54 902 400       | Tianhe-2                  | Оборонный научно-технический университет НОАК · Китай, 2013 |
| 2016 | 93 014 600 125 435 900      | Sunway TaihuLight         | Национальный суперкомпьютерный центр КНР · Китай, 2016      |
| 2017 | 93 014 600 125 435 900      | Sunway TaihuLight         | Национальный суперкомпьютерный центр КНР · Китай, 2016      |
| 2018 | 122 300 000 187 659 000     | Summit                    | Oak Ridge National Laboratory · США, 2018                   |
| 2019 | 148 600 000 200 795 000     | Summit                    | Oak Ridge National Laboratory · США, 2018                   |
| 2020 | 415 530 000 513 855 000     | Фугаку                    | Институт физико-химических исследований · Япония, 2020      |
| 2021 | 442 010 000 537 212 000     | Фугаку                    | Институт физико-химических исследований · Япония, 2020      |
| 2022 | 1 102 000 000 1 685 650 000 | Frontier                  | Oak Ridge National Laboratory · США, 2022                   |
| 2023 | 1 194 000 000 1 679 820 000 | Frontier                  | Oak Ridge National Laboratory · США, 2022                   |
| 2024 | 1 206 000 000 1 714 810 000 | Frontier                  | Oak Ridge National Laboratory · США, 2022                   |
| 2025 | 1 742 000 000 2 746 380 000 | El Capitan                | Ливерморская национальная лаборатория · США, 2024           |

## Россия
| Позиция | Rmax / Rpeak (TFLOPS) | Принадлежность | Название       | Год создания |
| ------- | --------------------- | -------------- | -------------- | ------------ |
| 75      | 21,530 / 29,415       | Яндекс         | Червоненкис    | 2021         |
| 102     | 16,020 / 20,636       | Яндекс         | Галушкин       | 2021         |
| 120     | 12,810 / 20,029       | Яндекс         | Ляпунов        | 2020         |
| 125     | 11,950 / 14,909       | Сбербанк       | Кристофари Нео | 2021         |
| 201     | 6,669 / 8,790         | Сбербанк       | Кристофари     | 2019         |
| 495     | 2,478 / 4,947         | МГУ            | Ломоносов-2    | 2018         |

1. 1 2 3  Червоненкис, Галушкин, Ляпунов — фамилии выдающихся советских и российских учёных.
2. ↑  Кристофари - владелец первой Сберегательной книжки в истории России.

Суперкомпьютер Национального центра управления обороной России, имеющий производительность на уровне 16 петафлопс и по утверждению компетентных лиц являющийся самым мощным военным суперкомпьютером в мире, не участвует в рейтинге Top500. Тем не менее по факту на ноябрь 2021 года являлся третьим по производительности суперкомпьютером в России.

## Критика
Критика методики тестов Linpack включает в себя мнения, что это не соответствует реальной загрузке компьютеров. Кроме того, некоторые организации отказываются выделять весь суперкомпьютер на время, необходимое для запуска теста. При этом с ростом производительности кластеров для запуска Linpack требуется все больше времени, вплоть до нескольких суток.
На некоторых суперкомпьютерах, которые могли бы попасть в рейтинг, тест Linpack либо не запускают, либо не сообщают его результаты.
Один из авторов методики составления списка Ганс Вернер Мейер отмечал, что из-за неверного понимания результатов Top500 политики пытаются использовать рейтинг как универсальный. В то же время список отражает исключительно возможности систем по решению СЛАУ и никак не связан с производительностью на других типах задач. Результаты Linpack также не могут напрямую помочь в выборе компьютера для организации. Hans Meuer отметил пользу существования пакетов, состоящих из нескольких разнородных тестов, в частности, «HPC Challenge Benchmark» (7 тестов, измеряющих производительность различных подсистем суперкомпьютера).